# Ozraptor
Ozraptor is een geslacht van theropode dinosauriërs, behorend tot de groep van de Neotheropoda, dat tijdens het middelste Jura leefde in het gebied van het huidige Australië. De enige benoemde soort is Ozraptor subotaii.

## Vondst en naamgeving
In 1967 vonden vier twaalfjarige schooljongens van het Scotch College te Perth op het ingesneden talud van een spoorlijn bij het noordelijker Geraldton, de Bringo Cutting, een fossiel. Dit brachten ze naar professor Rex Prider van de University of Western Australia die er een afgietsel van liet maken dat hij naar het British Museum of Natural History te Londen zond. Het oordeel van de experts daar was dat het vermoedelijk om een bot van een uitgestorven schildpad ging. In de jaren negentig werd het stuk verder geprepareerd door John Albert Long waarbij verschillende brokstukken correcter in elkaar werden gezet en toen bleek het om een scheenbeen van een theropode te gaan.
In 1998 werd de soort benoemd door Long en Ralph Molnar. De geslachtsnaam verbindt een verwijzing naar een bijnaam van de Australiërs, Ozzies, met een Latijn raptor, "rover". De soortaanduiding is afgeleid van Subotai, een gauwdief uit de fantasyfilm Conan the Barbarian. In het aankondigende persbericht gaf Long het dier de humoristische bijnaam The Lizard of Oz, een verwijzing naar The Wizard of Oz. Verwarrend is dat in de jaren voor 1998 de soort soms informeel werd aangeduid met "Austroraptor"; later zou een niet-verwante Zuid-Amerikaanse soort officieel Austroraptor gedoopt worden.
Het holotype, UWA 82469, is gevonden in lagen van de Colalura Sandstone Formation die dateren uit het middelste Bajocien, ongeveer 170 miljoen jaar oud. Het bestaat uit de onderkant van een linkerscheenbeen. Ozraptor hoort samen met Rhoetosaurus tot de oudste bekende dinosauriërs uit Australië.
Volgens sommige onderzoekers is het fossiel te beperkt om van andere soorten onderscheiden te kunnen worden. Zij zien Ozraptor daarom als een nomen dubium.

## Beschrijving
Ozraptor is een kleine roofsauriër. Het fragment is iets meer dan acht centimeter lang en aan de basis vier centimeter breed. Daaruit is een totale lengte voor het scheenbeen van zeventien à twintig centimeter geëxtrapoleerd wat duidt op een lichaamslengte van anderhalf à twee meter.
Aan onderkant van het scheenbeen is tussen de gewrichtsknobbels de lage uitholling te zien waarin de platte opgaande tak van het sprongbeen paste. Bij dinosauriërs overgroeit dit enkelbot de voorkant van het scheenbeen. De vorm van het raakvlak is typerend voor de verschillende groepen. Bij Ozraptor heeft het een unieke vorm: vrijwel rechthoekig met een rechte bovenkant. Andere onderscheidende kenmerken zijn het bezit van een verticale richel op het raakfacet met het sprongbeen en het zwak ontwikkeld zijn van de binnenste gewrichtsknobbel.

## Fylogenie
Long en Molnar wisten geen nadere bepaling van de verwantschappen van Ozraptor vast te stellen en hielden het daarom maar op een algemeen Theropoda incertae sedis. In 2004 meende Thomas Holtz dat het om een lid van de Avetheropoda ging. In 2005 echter viel het Oliver Rauhut op dat ook Quilmesaurus, Masiakasaurus en Velocisaurus een verticale richel op het sprongbeenfacet hebben en hij bracht Ozraptor daarom onder bij de Abelisauroidea. In dat geval zou het het oudste bekende lid zijn van die groep.